# جون غامبل
جون غامبل (بالإنجليزية: John Gamble)‏ هو رافع أثقال ‏ أمريكي، ولد في 6 نوفمبر 1943 في ريتشموند في الولايات المتحدة.